# Lijst van rivieren in Paraguay
De lijst van rivieren in Paraguay bevat een overzicht van alle rivieren en zijrivieren in Paraguay. De rivieren in deze lijst zijn geordend naar drainagebekken en de opeenvolgende zijrivieren zijn ingesprongen weergegeven onder de naam van elke hoofdrivier.

## Bekken van La Plata
- Paraná
  - Paraguay
    - Tebicuary
    - Pilcomayo
    - Salado
    - Piribebuy (rivier)
    - Confuso (rivier)
    - Manduvirá (rivier)
    - Jejuy (rivier)
      - Yhagüy (rivier)

    - Aguaray-Guazú
    - Río Negro
      - Aguaray-Guazú

    - Jejuí Guazú (rivier)
      - Curuguaty (rivier)

    - Monte Lindo (rivier)
    - Ypané (rivier)
    - Aquidabán (rivier)
    - Río Verde
    - Apa (rivier)
    - Melo (rivier)
    - Tímane (rivier)
    - Bamburral (rivier)

  - Monday (rivier)
  - Acaray (rivier)
    - Yguazú (rivier)

  - Ytambey (rivier)
  - Carapá (rivier)